# Sergiy Kozachenko
Sergiy Kozachenko, né le 18 mai 1994, est un coureur cycliste ukrainien.

## Palmarès et résultats

### Palmarès par année
- 2015
  -  Champion d'Ukraine sur route espoirs
  - 3e, 5e et 6e étapes de Pologne-Ukraine
  - 2e de Pologne-Ukraine
- 2016
  - 6e étape de Pologne-Ukraine

### Classements mondiaux
| Année           | 2015 | 2016 | 2017   |
| --------------- | ---- | ---- | ------ |
| UCI Europe Tour | 718e |      | 1 503e |